# Cognac-la-Forêt
Cognac-la-Forêt (tiếng Occitan: Conhac la Forest) là một xã của tỉnh Haute-Vienne, thuộc vùng Nouvelle-Aquitaine, miền trung nước Pháp.